# Lac aux dames
Pour plus de détails, voir Fiche technique et Distribution.
Lac aux dames est un film français réalisé par Marc Allégret, sorti en 1934.
Tourné en Autriche, le scénario est tiré d'un roman de Vicki Baum (dont Hollywood a adapté quelques mois plus tôt un autre roman, Grand Hôtel) et les dialogues sont signés par Colette.
Grâce à son jeu naturel et au succès du film, l'actrice Simone Simon est la révélation de Lac aux dames.

## Synopsis
Éric (Jean-Pierre Aumont), jeune ingénieur au chômage, a accepté un poste de maître-nageur dans une station touristique du Lac de Constance, où il est très apprécié par les dames. Un jour de brouillard, alors qu'il tente de traverser le lac à la nage, il est sauvé par Puck (Simone Simon), une petite sauvageonne, et une grande amitié nait entre eux. Éric tombe amoureux de Danny (Rosine Deréan), qui partage ses sentiments. Mais le riche père (Michel Simon) de la jeune fille s'oppose à leur mariage, et tous deux sont séparés. Malade et sans argent, il est désespéré, et il repousse Puck lorsque celle-ci lui avoue son amour. Elle disparait, tous pensent qu'elle s'est noyée et entreprennent des recherches dans le lac. En réalité, Puck s'est rendue dans la ville où habite Danny et, choisissant de s'effacer, elle réunit les deux jeunes gens qui ne se quitteront plus.

## Fiche technique
- Titre : Lac aux dames
- Réalisation : Marc Allégret, assisté d'Yves  Allégret et de Colette de Jouvenel
- Scénario : Marc Allégret et Jean-Georges Auriol, d'après le roman Hell in Frauensee de Vicki Baum
- Dialogues : Colette
- Direction artistique : Philippe de Rothschild
- Décors : Lazare Meerson et Alexandre Trauner
- Costumes : Marcel Rochas
- Photographie : Jules Kruger et René Ribault
- Montage : Denise Batcheff et Yvonne Martin
- Son : Hermann Storr
- Musique : Georges Auric
- Production : Philippe de Rothschild
- Société de production : Sopra
- Société de  distribution : Société des films sonores Tobis
- Pays de production :  France
- Langue originale : français
- Format : Noir et blanc  - 35 mm - 1,37:1 - Son Mono
- Genre : Comédie dramatique
- Durée : 106 minutes
- Date de sortie : 
  - France : 18 mai 1934
- Affiche : Jean-Adrien Mercier

## Distribution
- Jean-Pierre Aumont : Eric Heller
- Rosine Deréan : Danny Lyssenhop
- Simone Simon : Puck
- Michel Simon : Oscar Lyssenhop
- Illa Meery : Anika
- Odette Joyeux : Carla Lyssenhop
- Vladimir Sokoloff : Baron Dobbersberg
- Maroulka : Vefi
- Paul Asselin : Brindel
- Romain Bouquet : l'aubergiste
- Maurice Rémy : Comte Stereny
- Eugène Dumas : Matz
- Anthony Gildès
- Germaine Reuver
- Milly Mathis

## Autour du film
- La scripte du film, Françoise Gourdji, n'est autre que Françoise Giroud, alors à ses débuts et qui n'avait pas encore adopté son pseudonyme[2]. Quant à Colette de Jouvenel, la seconde assistante à la réalisation, il s'agit de la fille de la romancière Colette qui est l'auteur des dialogues du film.
- Dans son livre de souvenirs[3], Jean-Pierre Aumont raconte : « Le lac où nous tournions [en Autriche], bien que trop froid à mon gré, était d'une grande beauté. Simone Simon, comme un tendre bourgeon, semblait être mise au monde pour jouer les ingénues pures et perverses à la Colette. Elle offrait à la caméra un visage  de pékinois saupoudré de taches de rousseur, une sincérité et en même temps une rouerie qui balayaient toutes les conventions théâtrales des actrices de ce temps. »